# Leipoldtia
Leipoldtia (лат.) — род суккулентных растений семейства Аизовые (Aizoaceae), произрастающий на территории Капской провинции ЮАР и Намибии.

## Название
Родовое латинское (научное) название Leipoldtia было присвоено в честь доктора Луи Лейполдта (1880–1947), который был известным писателем, поэтом, практикующим врачом и коллекционером растений в ЮАР.

## Ботаническое описание
Представители рода — кустарники, которые могут быть раскидистыми или густыми. Их высота достигает до 1 м. Листья супротивные, тройчатые, реже серповидные и сжатые, прямостоячие, сероватые, с гладкой поверхностью.
Цветки преимущественно в многоцветковых дихазиях, реже одиночные, +/- 25 мм в диаметре; цветоножка сужена под чашечкой, прицветник ниже середины, стойкий и иногда шиповатый; цветки открыты в дневное время. Чашелистиков 5(6), почти равные, с пленчатым краем. Лепестки 1- или 2-рядные, линейно-лопатчатые, тупые, фиолетовые или розовые, реже белые или желтые. нектарник кольцевидный. Завязь верхняя, слегка выпуклая; рылец 10(-16), шиловидно-заостренных. Плод 10(-16)-гнездная коробочка. Семена +/- гладкие, грушевидные, от охристого до светло-коричневого цвета.
Число хромосом — 9.

## Таксономия
Leipoldtia L.Bolus, первое упоминание в Fl. Pl. South Africa 7: t. 256. 1927. Род входит в подсемейство Ruschioideae.

### Синонимы
- Rhopalocyclus Schwantes

### Виды
Согласно данным сайта WFO Plantlist на июнь 2023 года, род состоит из 13 видов:
- Leipoldtia alborosea (L.Bolus) H.E.K.Hartmann & Stüber, D.
- Leipoldtia calandra (L.Bolus) L.Bolus
- Leipoldtia compacta L.Bolus
- Leipoldtia frutescens (L.Bolus) H.E.K.Hartmann
- Leipoldtia gigantea Klak
- Leipoldtia klaverensis L.Bolus
- Leipoldtia laxa L.Bolus
- Leipoldtia lunata H.E.K.Hartmann & S.Rust
- Leipoldtia nevillei Klak
- Leipoldtia rosea L.Bolus
- Leipoldtia schultzei (Schltr. & Diels) Friedrich
- Leipoldtia uniflora L.Bolus
- Leipoldtia weigangiana (Dinter) Dinter & Schwantes ex H.Jacobsen